# Orejana
Orejana is een gemeente in de Spaanse provincie Segovia in de regio Castilië en León met een oppervlakte van 20,92 km². Orejana telt 69 inwoners (1 januari 2016).

## Demografische ontwikkeling
Bron: INE, 1857-2011: volkstellingen